# Native Heart
| Recensione | Giudizio |
| ---------- | -------- |
| AllMusic   | [ 2 ]    |

Native Heart è un album discografico del batterista jazz statunitense Tony Williams, pubblicato dalla casa discografica Blue Note Records nel 1990.

## Tracce
Tutti i brani sono stati composti da Tony Williams

### LP
Lato A
1. Native Heart – 8:43
2. City of Lights – 6:27
3. Extreme Measures – 8:43

Lato B
1. Juicy Fruit – 9:47
2. Two Worlds – 5:15
3. Crystal Palace – 7:02

### CD
Edizione CD del 1990, pubblicato dalla Blue Note Records (CDP 7 93170 2)
Tutti i brani sono stati composti da Tony Williams
1. Native Heart – 8:43
2. City of Lights – 6:27
3. Extreme Measures – 8:43
4. Juicy Fruit – 9:47
5. Two Worlds – 5:15
6. Crystal Palace – 7:02
7. Liberty – 5:18 – Traccia bonus

## Musicisti
- Tony Williams - batteria
- Wallace Roney - tromba
- Bill Pierce - sassofono tenore, sassofono soprano
- Mulgrew Miller - pianoforte
- Ira Coleman - basso (brani: Native Heart, City of Lights e Crystal Palace)
- Bob Hurst - basso (brani: Extreme Measures, Juicy Fruit e Two Worlds)

Note aggiuntive
- Tony Williams - produttore
- Bob Brockmann - co-produttore
- Matt Pierson - produttore associato
- Registrazioni effettuate l'11-13 settembre 1989 al Power Station di New York City, New York (Stati Uniti)
- Bob Brockmann - ingegnere delle registrazioni
- Gary Solomon - assistente ingegnere delle registrazioni
- Mixaggio effettuato al Sorcerer Sound di New York City, New York, 14-15 settembre 1989
- Jim Goatley - assistente ingegnere del mixaggio
- Mastering effettuato al Masterdisk da Bob Ludwig
- Tom Bonauro - design copertina album
- Michele Clement - foto copertina album[3]